# Echatea El Abied
Echatea El Abied (franska: Echatea El Abied (CR), Echatea El Abied (Commune Rurale), arabiska: اسرير) är en kommun i Marocko.   Den ligger i provinsen Guelmim och regionen Guelmim-Oued Noun, i den västra delen av landet, 700 km sydväst om huvudstaden Rabat. Antalet invånare är 1 089.